# امیل نولده

پیامبر، ۱۹۱۲ م. کنده‌کاری روی چوب.

امیل نولده (به آلمانی: Emil Nolde) (زادهٔ ۷ اوت ۱۸۶۷ - درگذشتهٔ ۱۵ آوریل ۱۹۵۶)، یک نقاش آلمانی بود. او یکی از اولین نقاشان اکسپرسیونیسم و یکی از نقاشان بزرگ آبرنگ قرن ۲۰ام بود. تابلوهای آواز زن جوان (۱۹۰۶)، باغ گل (۱۹۰۸)، باغ آنا وید (۱۹۰۷)، تراکم ابر (۱۹۲۷)، آفتابگردان بزرگ (۱۹۲۸) و گل و ابرها (۱۹۳۳) از مهم‌ترین آثار اوست. نولده به خاطر انتخاب رنگهای پر معنی و رسایش مشهور است. قرمز پر رنگ و زرد درخشنده اغلب در کارهایش دیده می‌شود که یک حالت درخشنده و نورانی به کارهایش می‌دهد، در غیر اینصورت کارهایش تاریک و محزون است.

## زندگی
نولده در یکی از دهکده‌های آلمان به دنیا آمد و در همان‌جا نیز درگذشت. پدر و مادر او پروتستان بودند. او از سال ۱۹۰۲ شروع به نقاشی کرد. از سال ۱۹۰۶ تا ۱۹۰۷ او یکی از اعضای گروه هنری بروکه بود. او یکی از حامیان حزب نازی از اوایل دههٔ ۱۹۲۰ بود. او عقاید منفی خود را راجع به هنر یهودی بیان می‌کرد و به اکسپرسیونیسم توجه خاصی مبذول می‌داشت تا یک روش آلمانی باشد.
با این حال هیتلر هیچ‌کدام از شیوه‌های هنر مدرن را نپذیرفت و آن را هنر مبتذل می‌دانست و کارهای نولده رسماً توسط رژیم نازی محکوم شد. بعد از آن زمان حدود ۱۰۰۰ اثر هنری او از موزه‌ها برداشته شد و اجازه نداشت که نقاشی کند، حتی به صورت اختصاصی. با این وجود او صدها اثر آبرنگ خلق کرد که آنها را «نقاشی‌های نقاشی نشده» نامید. بعد از جنگ جهانی دوم نولده دوباره مورد توجه و احترام قرار گرفت.
کارهای آبرنگی او شامل مناظر طبیعی آلمان می‌باشد.
امیل نولده نقاشی نوگرا بود و مانند بیشتر هنرمندان نوگرا با دشمنی و نفرت نازیان روبرو شد؛ اما او این خصومت را «سوءتفاهم و بی‌عدالتی تلخ» دانسته است. هنرمند در آن زمان ۷۱ ساله بود.

## هواداری از آدولف هیتلر
در ۹ اکتبر ۲۰۱۳ (۱۷ مهر ۳۹۲) آرشیوی قدیمی در سویس سندی یافت شد که گرایش امیل نولده را به ایدئولوژی ناسیونال سوسیالیسم (مرام حزب نازی) ثابت می‌کند. طبق سندی از سال ۱۹۳۸ که در اختیار روزنامه آلمانی «دی سایت» قرار گرفته، نقاش بزرگ اکسپرسیونیست نه تنها یک نژادپرست سرسخت بوده، بلکه به آدولف هیتلر، رهبر حزب ناسیونال سوسیالیسم آلمان، ایمان راسخ داشته است.
در این سند امیل نولده با افتخار و آشکارا از «اعتقاد» خود به «رهبر بزرگ آلمان آدولف هیتلر» سخن می‌گوید.